# さぬき高松まつり
さぬき高松まつり（さぬきたかまつまつり）は香川県高松市で毎年8月12日から14日に行われている祭り。

## 概要
さぬき高松まつりの前身は2つある。一つは1951年に「高松港まつり」として始まり、漁船のパレードや花火大会などが行われていた。これに高松中央商店街が加わり、「商工港まつり」となった。もう一つは1947年より屋島山上で行われていた「盆踊り大会」である。香川県下はもちろんのこと、四国各県や岡山県の団体も参加して盛大に行われていた。この両まつりを一つにまとめて1964年に誕生したのが「さぬき高松まつり」である。現在では3日間で約58万人の人出 を集める香川県下最大の祭典となっている。第40回までは、8月11日から4日間の開催であった。
雨天時、第53回（2018年）まで花火大会や総おどりは順延していたが、第54回（2019年）からは順延せず中止となる。なお、1973年と1994年は異常渇水のため中止され、2020年と2021年も新型コロナウイルスの影響により中止が決定した。なお花火大会は県立体育館工事の影響で2022年以降も中止が決定した。ただ、2023年には10分間・3000発に縮小し花火大会は再開され、2024年度は15分間・4000発にて開催される。
主管となる西日本放送の夕方ニュースでも生中継されるほか高松ケーブルテレビでは花火大会と総おどりの模様を完全生中継され、県内の他のケーブルテレビ局でも同時ネットされる。
高松市役所７階の観光交流課内に置かれる「高松まつり振興会」が実施機関である。

## 会場
- 高松市立中央公園　メイン会場
  - 1976年までは高松市立中央球場
  - 1977年から中央公園が完成するまで（1985年以前）は玉藻公園桜ノ馬場が使われていた。
- 高松中央商店街
- 高松シンボルタワー
- サンポート高松（高松港）　どんどん高松（花火大会）会場
- 高松中央通り　総踊り会場

## 主な開催イベント
まつり前になると、地元大学生などで構成されるまつりPR部隊「ものっそ隊」が各所でPR活動を行う。また、地元商店街によるプレイベントも行われている。
- 高松ゆめ大使（観光PR大使）委嘱式
- ゆかたグランプリ
- さぬきうどん大食い選手権
- アーティストのライブ
- ダンススタジオによるダンス
- 地元プロスポーツチームによるイベント
- お笑い芸人ライブ
- 24時間テレビチャリティー
- お化け屋敷
- サンセット納涼まつり（ビアガーデン）
- 遊ばナイト高松（商店街イベント）
- まつりフォトコンテスト

### 花火大会・どんどん高松
花火大会・どんどん高松は8月13日にサンポート高松で行われる。高松港の海上に約12,000発の花火が打ち上げられる。無料で見ることができるが、花火観覧船や特別有料席もある。長らく高松港朝日新町F地区西側岸壁沖合海上から打ち上げられたが、2013年からは高松港サンポート高松沖合海上に変更となった。2014年から高松港5万トン級岸壁に飛鳥IIが8月13日に合わせて寄港するようになった。

### 総おどり
総おどりは13日に中央公園で前夜祭が行われ、最終日8月14日の夜に本番が行われる。国道11号中央通り会場では伝統民謡・「一合まいた」を現代風にアレンジした「さぬき高松まつりのテーマ」にあわせて一元放送連が演舞し、高松市役所前では各自自由なオリジナルテーマで踊る自由連が演舞する。総おどりAWARDが設けられており、一元放送連、自由連それぞれで優秀な連は表彰される。

## アクセス
- まつりメイン会場の高松中央公園への最寄り駅はことでん瓦町駅